# Singh
Singh (Panjabi: ਸਿੰਘ Siṃgh [sɪŋɡʱ], Hindi: सिंह Siṃh) ist ein verbreiteter indischer Nachname. Er stammt vom Sanskrit-Wort siṃha ab, welches „Löwe“ bedeutet.

## Herkunft und Bedeutung
Der Name wird insbesondere von Angehörigen der Religionsgemeinschaft der Sikhs als Nachname genutzt. Er wird von allen männlichen Sikhs getragen und soll die Verbunden- und Gleichheit in der sikhistischen Gemeinschaft ausdrücken. Der Name Singh wurde durch Guru Gobind Singh für Sikhs verbindlich eingeführt. Weibliche Sikhs tragen den Nachnamen Kaur. In Europa kommt es wie auch weltweit aufgrund namensrechtlicher Regelungen der jeweiligen Länder vor, dass auch weibliche Sikhs den Nachnamen Singh tragen.
Außer von Sikhs wird der Name „Singh“ auch von Angehörigen verschiedener Hindu-Kasten in Nordindien getragen, vor allem von Rajputen, aber zum Beispiel auch von den Meitei im nordostindischen Manipur. Eine vor allem im Bundesstaat Bihar verbreitete Variante ist Sinha. Ebenfalls verwandt ist der Namensbestandteil -singha oder -singhe, der sich häufig bei singhalesischen Namen in Sri Lanka findet (z. B. Wickramasinghe).

## Namensträger

### A
- A. G. Kripal Singh (1933–1987), indischer Cricketspieler, eigentlich Amritsar Govindsingh Kripal Singh
- A. G. Milkha Singh (1941–2017), indischer Cricketspieler, eigentlich Amritsar Govindsingh Milkha Singh
- A. G. Ram Singh (1910–1999), indischer Cricketspieler, eigentlich Amritsar Govindsingh Ram Singh
- Abhay Singh (* 1998), indischer Squashspieler
- Ajay Raj Singh (* 1978), indischer Leichtathlet
- Ajit Singh (Militär) (1687–1704), indischer Sikh und Militär
- Ajit Singh (Revolutionär), indischer Revolutionär
- Ajit Singh (Leichtathlet) (* 1936), indischer Leichtathlet
- Ajit Singh (Diplomat) (* 1938), malaysischer Diplomat
- Ajit Singh (Politiker) (1939–2021), indischer Politiker (RLD)
- Ajit Singh (Hockeyspieler) (* 1952), indischer Hockeyspieler
- Ajit Singh Balla (* 1931), indischer Leichtathlet
- Ajitpal Singh (* 1947), indischer Hockeyspieler
- Ajmer Singh (Leichtathlet) (1940–2010), indischer Leichtathlet
- Ajmer Singh (Basketballspieler) (* 1953), indischer Basketballspieler
- Alvin Singh (* 1988), fidschianischer Fußballspieler
- Amar Singh I. (1559–1620), Herrscher des Fürstenstaats Mewar
- Amar Singh II. (1672–1710), Herrscher des Fürstenstaats Mewar
- Amar Singh (Fürst) (1748–1781), Maharadscha des Fürstenstaats Patiala
- Amar Singh (Cricketspieler) (1910–1940), indischer Cricketspieler
- Amar Singh (Radsportler), indischer Radsportler
- Amar Singh (Politiker) (* 1956), indischer Politiker
- Amar Singh Billing (* 1944), indischer Radrennfahrer
- Amar Singh Mangat (1935–2022), kenianischer Hockeyspieler
- Amar Singh Sokhi (1935–vor 2022), indischer Radrennfahrer
- Amar Singh Thapa (1808–1873), nepalesischer General
- Amarinder Singh (* 1942), indischer Politiker
- Amarjeet Singh (* 1981), indischer Dreispringer, Militärhistoriker und Adliger
- Amarjit Singh (* 1970), britischer Ringer
- Amit Singh (Mikrobiologe) (* 1976), indischer Mikrobiologe, Virologe und Immunologe
- Amit Singh (Cricketspieler) (* 1980), indischer Cricketspieler
- Amit Singh Bakshi (* 1925), indischer Hockeyspieler
- Amitoze Singh (* 1989), indischer Cricketspieler
- Amrinder Singh (* 1993), indischer Fußballtorhüter
- Amrita Singh (* 1958), indische Filmschauspielerin
- Anant Singh (* 1956), südafrikanischer Filmproduzent und Apartheidsgegner
- Anahat Singh (* 2008), indische Squashspielerin
- Andrea Singh (* 1966), deutsche Reality-TV-Teilnehmerin
- Anya Singh (* 1992), indische Schauspielerin
- Anmolpreet Singh (* 1998), indischer Cricketspieler
- Anshuman Singh (Politiker) (1935–2021), indischer Politiker
- Anshuman Singh (Cricketspieler) (* 1999), indischer Cricketspieler
- Anureet Singh (* 1988), indischer Cricketspieler
- Arijit Singh (* 1987), indischer Musiker
- Arjan Singh (1919–2017), indischer Militär und Diplomat
- Arjun Singh (1930–2011), indischer Politiker
- Arpinder Singh (* 1992), indischer Dreispringer
- Arshdeep Singh (Fußballspieler, 1994) (* 1994), indischer Fußballspieler
- Arshdeep Singh (Fußballspieler, 1997) (* 1997), indischer Fußballspieler
- Arshdeep Singh (Cricketspieler) (* 1999), indischer Cricketspieler
- Arshdeep Singh (Leichtathlet) (* 1999), indischer Leichtathlet
- Arun Singh (* 1944), indischer Politiker
- Ashutosh Singh (Tennisspieler) (* 1982), indischer Tennisspieler
- Ashutosh Singh (Cricketspieler) (* 1994), indischer Cricketspieler
- Avadhesh Narayan Singh (1901–1954), indischer Mathematiker und Mathematikhistoriker
- Avtar Singh (Diplomat), indischer Diplomat
- Avtar Singh (Judoka) (* 1992), indischer Judoka
- Avtar Singh Bhurji (* 1944), ugandischer Hockeyspieler
- Avtar Singh Gill (* 1954), malaysischer Hockeyspieler
- Avtar Singh Sohal (* 1938), kenianischer Hockeyspieler
- Awadesh Pratap Singh (1888–1967), indischer Politiker, Chief Minister von Vindhya Pradesh

### B
- Bahadur Singh Chouhan (* 1946), indischer Kugelstoßer
- Bahadur Singh Sagoo (* 1973), indischer Leichtathlet
- Bakht Singh (1903–2000), indischer Prediger und Evangelist
- Bakshish Singh (Ringer) (* 1925), indischer Ringer
- Bakshish Sandu Singh (1929–1970), indischer Hockeyspieler
- Balbir Singh (Hockeyspieler, 1924) (1924–2020), indischer Hockeyspieler
- Balbir Singh (Hockeyspieler, 1942) (* 1942), indischer Hockeyspieler
- Balbir Singh (Hockeyspieler, April 1945) (* 1945), indischer Hockeyspieler
- Balbir Singh (Hockeyspieler, September 1945) (* 1945), indischer Hockeyspieler
- Balbir Singh Sodhi (1949–2001), indisch-amerikanischer Unternehmer, Mordopfer
- Baldeep Singh (* 1987), indischer Fußballspieler
- Baldev Singh (Leichtathlet), indischer Leichtathlet
- Baldey Singh (Politiker) (1902–1961), indischer Politiker und Verteidigungsminister im Kabinett Nehru I
- Baldey Singh (Basketballspieler) (* 1951), indischer Basketballspieler
- Baldev Singh (Hockeyspieler) (* 1951), indischer Hockeyspieler
- Baljit Singh (* 1962), indischer Führer der Bewegung Sant Mat
- Balkrishan Singh (1933–2004), indischer Hockeyspieler
- Baltej Singh (* 1990), indischer Cricketspieler
- Balwant Singh (* 1986), indischer Fußballspieler
- Balwinder Singh (* 1965), indischer Hockeyspieler
- Bandeep Singh (* 1989), indischer Cricketspieler
- Banta Singh (* 1924), indischer Ringer
- Bantoo Singh (* 1963), indischer Cricketspieler
- Basawon Singh (1909–1989), indischer Unabhängigkeitsaktivist und Kämpfer
- Beant Singh (1959–1984), indischer Leibwächter und Beteiligter am Attentat auf Indira Gandhi
- Benedict Singh (1927–2018), guyanischer Geistlicher, Bischof von Georgetown
- Bhagat Singh (1907–1931), indischer Freiheitskämpfer
- Bhalindra Singh (1919–1992), indischer Sportfunktionär und Cricketspieler
- Bharatinder Singh (* 1988), indischer Zehnkämpfer
- Bhawani Singh (1931–2011), Maharadscha des Königreichs Jaipur
- Bhim Singh II. (1909–1991), indischer Adliger, Politiker und Sportschütze
- Bhim Singh (Leichtathlet) (* 1945), indischer Hochspringer
- Bhim Singh (Ringer), indischer Ringer
- Bhishma Narain Singh (1933–2018), indischer Politiker
- Bhupinder Singh (1891–1938), Maharadscha von Patiala und Cricketspieler
- Bir Bahadur Singh (1935–1989), indischer Politiker, Chief Minister von Uttar Pradesh und Kommunikationsminister
- Bijoy Prasad Singh Roy (1894–1961), indischer Unternehmer und Politiker
- Billy Arjan Singh (1917–2010), indischer Jäger, Naturschützer und Autor
- Bishambar Singh (* 1940), indischer Ringer
- Bishan Singh Ram Singh (1944–2006), malaysischer Umweltschützer
- Bishnu Bahador Singh (* 1969), nepalesischer Boxer
- Brahmeshwar Singh (1947–2012), indischer Milizenanführer
- Budhia Singh (* 2002), indischer Langstreckenläufer
- Bungo Thomchok Singh (* 1983), indischer Fußballspieler
- Buta Singh (1934–2021), indischer Politiker (INC), Landwirtschafts- und Innenminister

### C
- Catherine Hilda Duleep Singh (1871–1942), Tochter des Maharaja und britische Suffragette
- Chamkaur Dhaliwal Singh (* 1973), singapurischer Leichtathlet
- Chand Singh (* 1949), indischer Hockeyspieler
- Charanjit Singh (Hockeyspieler) (1931–2022), indischer Hockeyspieler
- Charanjit Singh (Musiker) (1940–2015), indischer Musiker
- Chaudhary Charan Singh (1902–1987), indischer Politiker
- Chavan Singh, indischer Leichtathlet
- Chet Singh (* 1960), jamaikanischer Musiker, Dichter und Hochschullehrer
- Chetan Singh Hari (* 1936), indischer Radrennfahrer
- Chhota Singh (* 1918), indischer Leichtathlet
- Curran Singh Ferns (* 1993), malaysisch-australischer Fußballspieler

### D
- Dalip Singh (1838–1893), Maharaja des Reichs der Sikh, siehe Duleep Singh
- Dalip Singh (Leichtathlet) (1899–??), indischer Leichtathlet
- Dalip Singh (* 1972), indischer Wrestler, siehe The Great Khali
- Dalbir Singh Gill (* 1936), indischer Radrennfahrer
- Daljit Singh (* 1976), indischer Fußballspieler
- Dara Singh (1928–2012), indischer Wrestler, Schauspieler und Filmregisseur
- Darbara Singh (1916–1990), indischer Politiker
- Darshan Singh (Mystiker) (1921–1989), indischer Mystiker
- Darshan Singh (Henker) (1932–2021), Henker von Singapur
- Darshan Singh (Hockeyspieler) (* 1938), indischer Hockeyspieler
- Darshan Singh Gill (* 1948), malaysischer Rechtsanwalt und Radsportfunktionär
- Darya Singh (* 1947), indischer Reiter
- Davendra Prakash Singh (* 1965), fidschianischer Leichtathlet
- Davinder Singh Kang (* 1988), indischer Speerwerfer
- Dayanita Singh (* 1961), indische Fotografin
- Delwinder Singh (* 1992), singapurischer Fußballspieler
- Devender Singh, indischer Geher
- Devendra Singh (1938–2010), US-amerikanischer Psychologe
- Devendro Singh (* 1992), indischer Boxer
- Devi Singh (Ringer) (* 1926), indischer Ringer
- Devi Singh (Sportschütze) (* 1932), indischer Sportschütze
- Devinder Singh (* 1952), indischer Hockeyspieler
- Dhana Singh (* 1930), indischer Radrennfahrer
- Dhanachandra Singh (* 1987), indischer Fußballspieler
- Dhanrai Singh (* 1947), guyanischer Boxer
- Dharam Singh (Hockeyspieler, 1919) (1919–2001), indischer Hockeyspieler
- Dharam Singh (* 1936), indischer Politiker, siehe N. Dharam Singh
- Dharam Singh (Hockeyspieler, 1937) (* 1937), indischer Hockeyspieler
- Dharambir Singh (* 1990), indischer Sprinter
- Dharamjit Singh (* 1982), indischer Fußballspieler
- Didar Singh (* 1964), indischer Hockeyspieler
- Dinesh Singh (1925–1995), indischer Politiker
- Dingko Singh (1979–2021), indischer Boxer
- Duleep Singh (auch Dalip Singh; 1838–1893), Maharadscha des Reichs der Sikh

### E
- Elam Singh (* 1982), indischer Hindernisläufer
- Eric Singh (1932–2014), südafrikanischer Journalist

### F
- Fateh Singh (Sikhismus) (1699–1704/05), jüngster Sohn des Guru Gobind Singh
- Fateh Singh (Sikh-Krieger) († 1716), indischer Sikh-Krieger
- Fateh Singh (Maharana) (1849–1930), Maharana von Udaipur und Mewar
- Fateh Singh (Sikh-Anführer) (1911–1972), indischer Sikh-Anführer und Politiker
- Fateh Singh (Politiker) (* 1957), indischer Politiker
- Fateh Singh (Sportschütze) (* um 1964–2016), indischer Sportschütze und Armeeoffizier
- Fateh Singh (Cricketspieler) (* 2004), englischer Cricketspieler
- Fateh Bahadur Singh (* 1969), indischer Politiker
- Fauja Singh (1911[?]–2025), britisch-indischer Langstreckenläufer

### G
- Gagan Ajit Singh (* 1980), indischer Hockeyspieler
- Ganga Singh (1880–1943), Maharadscha von Bikaner
- Gaurika Singh (* 2002), nepalesische Schwimmerin
- Gian Singh (Hockeyspieler) (1928–2004), malaysischer Hockeyspieler
- Gian Sehrawat Singh (* 1959), indischer Ringer
- Giani Zail Singh (1916–1994), indischer Politiker, Staatspräsident 1982 bis 1987
- Gobind Singh (1666–1708), indischer Guru
- Gouramangi Moirangthem Singh (* 1986), indischer Fußballspieler
- Govin Singh (* 1988), indischer Fußballspieler
- Gracy Singh (* 1980), indische Schauspielerin
- Grahanandan Singh (1926–2014), indischer Hockeyspieler
- Gulveer Singh (* 1998), indischer Leichtathlet
- Gunjan Singh (* 1989), indische Hammerwerferin
- Gurbachan Singh Randhawa (* 1939), indischer Hürdenläufer, Hochspringer und Zehnkämpfer
- Gurbinder Singh (* 1977), indischer Ringer
- Gurbux Singh (* 1935), indischer Hockeyspieler
- Gurcharan Singh (* 1977), indischer Boxer
- Gurdev Singh (* 1933), indischer Hockeyspieler
- Gurdial Singh (1933–2016), indischer Schriftsteller
- Gurjant Singh (* 1995), indischer Hockeyspieler
- Gurjinder Singh (* 1987), indischer Fußballspieler
- Gurkeerat Singh (* 1990), indischer Cricketspieler
- Gurmail Singh (* 1959), indischer Hockeyspieler
- Gurmeet Ram Rahim Singh (* 1967), indischer Guru
- Gurmit Singh (1907–1992), indischer Hockeyspieler
- Gurnam Singh (* 1917), indischer Leichtathlet
- Gurpreet Singh Sandhu (* 1992), indischer Fußballtorhüter
- Gurtej Singh (* 1959), indischer Leichtathlet
- Gurvinder Singh (Regisseur) (* 1973), indischer Regisseur
- Gurvinder Singh (Cricketspieler) (* 1983), indischer Cricketspieler
- Gurwinder Singh (Fußballspieler) (* 1986), indischer Fußballspieler

### H
- Hanuman Singh (* 1950), indischer Basketballspieler
- Hanumant Singh (1939–2006), indischer Cricketspieler
- Harbhajan Singh (Dichter) (1920–2002), indischer Dichter, Kulturkritiker und Übersetzer
- Harbhajan Singh (Basketballspieler) (* 1950), indischer Basketballspieler
- Harbhajan Singh (Bergsteiger) (* 1956), indischer Bergsteiger
- Harbhajan Singh (Cricketspieler) (* 1980), indischer Cricketspieler
- Harbhajan Singh E.T.O., indischer Politiker
- Harbhajan Singh Puri (1929–2004), indischer Yogi und Unternehmer, siehe Yogi Bhajan
- Baba Harbhajan Singh (1946–1968), indischer Soldat
- Harbinder Singh (* 1943), indischer Hockeyspieler
- Harcharan Singh (* 1950), indischer Hockeyspieler
- Hardeep Singh (Hockeyspieler) (* 1960), indischer Hockeyspieler
- Hardeep Singh (Ringer) (* 1990), indischer Ringer
- Hardeep Singh Nijjar (1977–2023), indisch-kanadischer Separatist der Khalistan-Bewegung
- Hardayal Singh (1928–2018), indischer Hockeyspieler
- Hari Singh (Künstler) (1894–1970), indischer Künstler
- Hari Singh (1895–1961), Maharaja von Jammu und Kaschmir
- Hari Singh (Leichtathlet) (* 1961), indischer Leichtathlet
- Hari Kishore Singh (1933/1934–2013), indischer Politiker
- Harjeet Singh (* um 1970), indischer Badmintonspieler
- Harjinder Singh Jinda (1961–1992), indisches Mitglied der Khalistan Commando Force und Mörder
- Harmanpreet Singh (* 1996), indischer Hockeyspieler
- Harmeet Singh (* 1990), norwegischer Fußballspieler
- Harmik Singh (* 1947), indischer Hockeyspieler
- Harpal Singh (* 1981), britisch-indischer Fußballspieler
- Harpal Singh (Hockeyspieler) (* 1983), indischer Hockeyspieler
- Harpreet Singh (Hockeyspieler) (* 1973), indischer Hockeyspieler
- Harpreet Singh (Boxer) (* 1979), indischer Boxer
- Harpreet Singh (Sportschütze) (* 1981), indischer Sportschütze
- Harpreet Singh (Leichtathlet) (* 1984), indischer Leichtathlet
- Harvansh Singh († 2013), indischer Politiker
- Harvinder Singh (* 1984), indischer Fußballspieler
- Hukam Singh († 2015), indischer Politiker

### I
- Indarjit Singh, Baron Singh of Wimbledon (* 1932), britischer Journalist und Moderator
- Inder Singh (Fußballspieler) (* 1943), indischer Fußballspieler
- Inder Singh (Hockeyspieler) (1944–2001), indischer Hockeyspieler
- Inderjeet Singh, indischer Kugelstoßer
- Inderpal Singh (* 1975), indischer Ruderer
- Irungbam Surkumar Singh (* 1983), indischer Fußballspieler
- Ishpreet Singh Chadha (* 1996), indischer Snookerspieler
- Ishwari Singh (1718–1750), Maharaja des Fürstenstaats Jaipur (Indien)

### J
- Jackichand Singh (* 1992), indischer Fußballspieler
- Jag Singh, US-amerikanischer Internet-Unternehmer, Business Angel
- Jagbir Singh (* 1965), indischer Hockeyspieler
- Jagdev Singh (* 1931), indischer Leichtathlet
- Jagdish Singh (* 1993), malaysischer Badmintonspieler
- Jagjit Singh (Mathematiker) (1912–2002), indischer Mathematiker, Manager und Wissenschaftspublizist
- Jagjit Singh (Musiker) (1941–2011), indischer Sänger, Musiker und Komponist
- Jagjit Singh (Hockeyspieler, 1942) (Jagjit Singh Kular; 1942–2017), kenianischer Hockeyspieler
- Jagjit Singh (Hockeyspieler, 1944) (Jagjit Singh Kular; 1944–2010), indischer Hockeyspieler
- Jagjit Singh (Hockeyspieler, 1961) (Jagjit Singh Chet; * 1961), malaysischer Hockeyspieler
- Jagjit Singh Aurora (1916–2005), indischer General
- Jagmal Singh (* 1923), indischer Leichtathlet
- Jagmander Singh (* 1956), indischer Ringer
- Jagmeet Singh (* 1979), kanadischer Politiker
- Jagmohan Singh (1932–2020), indischer Leichtathlet
- Jagrup Singh (* 1942), indischer Ringer
- Jagtar Singh (* 1991), indischer Fußballspieler
- Jai Singh II. (1688–1743), Maharaja
- Jaipal Singh (1903–1970), indischer Hockeyspieler
- James Lukram Singh (* 1981), indischer Fußballspieler
- Janak Singh (* 1985), nepalesischer Fußballspieler
- Jagpreet Singh (* 1988), indischer Fußballspieler
- Jarnail Singh Bhindranwale (1947–1984), indischer Führer der Damdami Taksal
- Jasdeep Singh (* 1990), indischer Kugelstoßer
- Jaspal Singh (* 1984), indischer Fußballspieler
- Jasvir Singh (* 1977), kanadischer Gewichtheber
- Jaswant Singh Rajput (1927–2015), indischer Hockeyspieler
- Jaswant Singh (Hockeyspieler) (1931–2022), indischer Hockeyspieler
- Jaswant Singh (Politiker) (1938–2020), indischer Politiker der Bharatiya Janata Party (BJP)
- Jatin Singh Bisht (* 1981), indischer Fußballspieler
- Jaypal Singh (* 1949), tansanischer Hockeyspieler
- Jeakson Singh (* 2001), indischer Fußballspieler
- Jeev Milkha Singh (* 1971), indischer Golfspieler
- Jibon Singh (* 1990), indischer Fußballspieler
- Jit Singh (* 1937), indischer Ringer
- Joginder Singh (Rallyefahrer) (1932–2013), kenianischer Rallyefahrer
- Joginder Singh (Hockeyspieler) (1940–2002), indischer Hockeyspieler
- Joginder Singh (Leichtathletin) (* 1997), malaysische Leichtathletin
- Joginder Singh (Cricketspieler) (* 1980), indischer Cricketspieler
- Jorawan Singh (* 1951), indischer Basketballspieler
- Joseph A. Singh († 1941), indischer Missionar
- Jugraj Singh (* 1950), indischer Leichtathlet

### K
- Kaliq Singh (* 1950), indischer Boxer
- Kalyan Singh (1932–2021), indischer Politiker
- Kamal Narain Singh (1926–2022), indischer Jurist
- Kameshwar Singh (1907–1962), indischer Herrscher der Darbhanga Raj und Oberhaupt der Maithil-Brahmanen
- Kanwal Thakar Singh, indische Badmintonspielerin
- Kanwaljit Singh (1942–2009), indischer Politiker
- Kanwar Natwar Singh (1929–2024), indischer Politiker
- Karan Singh (* 1931), indischer Schriftsteller, Politiker und Diplomat
- Karan Singh (Tennisspieler) (* 2003), indischer Tennisspieler
- Sandeep Karan Singh (* 1985), indischer Leichtathlet
- Karanveer Singh (* 1997), indischer Kugelstoßer
- Karanjit Singh (* 1986), indischer Fußballtorhüter
- Karni Singh (1924–1988), indischer Sportschütze
- Khangemblam Singh (* 1976), indischer Fußballspieler
- Khushwant Singh (1915–2014), indischer Schriftsteller
- Kirpal Singh (1894–1974), indischer Religionsführer
- Kripal Singh Batth (* 1992), indischer Diskuswerfer
- Kuldeep Singh (* 1966), indischer Ringer
- Kuldip Singh (1934–2020), indischer Architekt und Kunstsammler
- Kulwant Singh (* 1948), indischer Hockeyspieler
- Kunwar Digvijay Singh (1922–1978), indischer Hockeyspieler
- Kushal Pal Singh (* 1931), indischer Immobilienunternehmer

### L
- Labh Singh (* 1939), indischer Leichtathlet
- Lakha Singh (* 1965), indischer Boxer
- Lenford Singh (* 1985), Fußballspieler der Turks- und Caicosinseln
- Luke Singh (* 2000), Fußballspieler aus Trinidad und Tobago
- Luke Sital-Singh (* 1988), britischer Singer-Songwriter
- Lilly Singh (* 1988), kanadische Youtuberin

### M
- Madanjeet Singh († 2013), indischer Diplomat, Künstler, Autor und Philanthrop
- Madho Singh (* 1929), indischer Ringer
- Maha Singh (* 1982), indischer Weitspringer
- Mahabir Singh (* 1964), indischer Ringer
- Mahadeo Singh (1888–??), indischer Leichtathlet
- Makhan Singh (1938–2002), indischer Leichtathlet
- Malwa Singh (1946–1990), indischer Ringer
- Man Singh I. (1550–1614), Rajputenfürst, Raja von Amber
- Man Singh II. (1912–1970), Herrscher des Fürstenstaats Jaipur
- Man Singh (Leichtathlet) (* 1989), indischer Langstreckenläufer
- Manandeep Singh (* 1992), indischer Fußballspieler
- Mandeep Singh (Cricketspieler, 1991) (* 1991), indischer Cricketspieler
- Mandeep Singh (Hockeyspieler) (* 1995), indischer Hockeyspieler
- Mandeep Singh (Cricketspieler, 1999) (* 1999), indischer Cricketspieler
- Mangal Singh (* 1983), indischer Bogenschütze
- Manitombi Singh (* 1981), indischer Fußballspieler
- Manjit Singh (Fußballspieler) (* 1986), indischer Fußballspieler
- Manjit Singh (Ruderer) (* 1988), indischer Ruderer
- Manjit Singh (Leichtathlet) (* 1989), indischer Mittelstreckenläufer
- Manjot Singh (Cricketspieler) (* 1987), indischer Cricketspieler
- Manjot Singh (Schauspieler) (* 1992), indischer Schauspieler
- Manmohan Singh (1932–2024), indischer Politiker
- Manmohan Singh (Kameramann), indischer Kameramann und Filmregisseur
- Manpreet Singh (* 1992), indischer Hockeyspieler
- Mansher Singh (* 1965), indischer Sportschütze
- Manvir Singh (Fußballspieler, 1995) (* 1995), indischer Fußballspieler
- Manvir Singh (Fußballspieler, 2001) (* 2001), indischer Fußballspieler
- Maria Filomena Singh (* 1966), philippinische Juristin
- Marlon Singh (* 1963), Segler der Amerikanischen Jungferninseln
- Marsha Singh (1954–2012), britischer Politiker
- Maya Singh, deutsche Musikerin
- Meghna Singh (* 1994), indische Cricketspielerin
- Mehnga Singh (* 1922), indischer Leichtathlet
- Mehtab Singh (1948–2021), indischer Boxer
- Mahtab Singh (* 1998), indischer Fußballspieler
- Milkha Singh (1935–2021), indischer Leichtathlet
- Mohan Singh (Schriftsteller) (1905–1978), indischer Dichter
- Mohan Singh (General) (1909–1989), indischer General und Politiker
- Mohan Singh (Politiker) (1945–2013), indischer Politiker der Samajwadi-Partei
- Mohana Singh (* 1992), indische Kampfpilotin
- Mohinder Singh (Hockeyspieler) (* 1953), indischer Hockeyspieler
- Mohinder Singh Gill (* 1947), indischer Weit- und Dreispringer
- Mohinder Pal Singh (* 1962), indischer Hockeyspieler
- Moirangthem Govin Singh (* 1988), indischer Fußballspieler
- Moni Singh (1900–1990), bangladeschischer Politiker (Kommunistische Partei)
- Mukhbain Singh (* 1944), indischer Hockeyspieler
- Mukhtiar Singh (* 1943), indischer Ringer
- Mutum Bijen Singh (* 1979), indischer Fußballspieler

### N
- N. Dharam Singh (1936–2017), indischer Politiker
- Nagendra Singh (1914–1988), indischer Jurist und Richter
- Nain Singh (um 1830–1882), indischer Vermesser
- Nalini Singh (* 1977), neuseeländische Autorin
- Naorem Mahesh Singh (* 1999), indischer Fußballspieler
- Narinder Singh (Fußballspieler) (* 1981), indischer Fußballspieler
- Narinder Singh Kodan (* 1969), indischer Judoka
- Nashatar Singh Sidhu (* 1939), malaysischer Speerwerfer
- Neel Kamal Singh (* 1963), indischer Hockeyspieler
- Nicky Melvin Singh (* 2002), singapurischer Fußballspieler
- Nikhil Pal Singh (* 1965), US-amerikanischer Historiker
- Nil Jagnandan Singh (* 1929), kenianischer Hockeyspieler
- Niranjan Sual Singh (* 1961), indischer Geistlicher, Bischof von Sambalpur
- Nitendra Singh Rawat (* 1986), indischer Langstreckenläufer
- Nongthombam Biren Singh (* 1961), indischer Politiker

### O
- Okram Ibobi Singh (* 1948), indischer Politiker

### P
- P. Renedy Singh (* 1979), indischer Fußballspieler
- Pala Singh (1902–??), indischer Leichtathlet
- Papon Singh (* 1999), bangladeschischer Fußballspieler
- Paramjit Singh (Basketballspieler) (* 1952), indischer Basketballspieler
- Paramjit Singh (Botaniker) (* 1958), indischer Botaniker
- Paramjit Singh (Leichtathlet) (* 1971), indischer Leichtathlet
- Pargat Singh (Hockeyspieler) (* 1965), indischer Hockeyspieler und Politiker
- Pargat Singh (Cricketspieler) (* 1992), indischer Cricketspieler
- Parminder Singh Saini (1957–2021), kenianischer Hockeyspieler
- Pooja Singh (* 2007), indische Leichtathletin
- Prabhjot Singh (Hockeyspieler) (* 1980), indischer Hockeyspieler
- Prabhjot Singh (Fußballspieler) (* 1980), indischer Fußballspieler
- Pradeep Kumar Singh (1945–2013), indischer Diplomat
- Pramdiph Singh (* 1952), indischer Basketballspieler
- Pritam Singh (* 1924), indischer Turner
- Prithipal Singh (1932–1983), indischer Hockeyspieler
- Priyanka Singh Patel (* 1989), indische Leichtathletin

### R
- Raghubir Singh (1942–1999), indischer Fotograf
- Raghuvansh Prasad Singh (1946–2020), indischer Politiker (RJD)
- Rahul Singh (* 1975), indischer Hockeyspieler
- Raj Kumar Dorendra Singh (1934–2018), indischer Politiker, Chief Minister von Manipur
- Rajendra Singh (Schiedsrichter), fidschianischer Fußballschiedsrichter
- Rajendra Singh (Umweltschützer) (* 1959), indischer Gewässer- und Umweltschützer
- Rajendra Prasad Singh (* 1974), indischer Fußballspieler
- Rajendra Singh Rana († 2015), indischer Politiker
- Rajender Singh (* 1986), indischer Speerwerfer
- Rajinder Singh (Hockeyspieler, 1938) (* 1938), indischer Hockeyspieler
- Rajinder Singh (Mystiker) (* 1946), indischer Mystiker
- Rajinder Singh (Ringer) (* 1954), indischer Ringer
- Rajinder Singh (Hockeyspieler, 1958) (Rajinder Singh Sr.; * 1958), indischer Hockeyspieler
- Rajinder Singh (Hockeyspieler, 1959) (Rajinder Singh Jr.; * 1959), indischer Hockeyspieler und -trainer
- Rajinder Singh Rahelu (* 1973), indischer Powerlifter
- Rajinder Singh Rawat (* 1964), indischer Hockeyspieler
- Rajnath Singh (* 1951), indischer Politiker
- Rajonder Prasat Singh (* 1974), indischer Fußballspieler
- Rajvinder Singh (1956–2021), indisch-deutscher Autor und Synchronsprecher
- Raman Singh (* 1952), indischer Politiker
- Ram Raja Prasad Singh, nepalesischer Politiker
- Ram Subhag Singh (1917–1980), indischer Politiker
- Randhir Singh (* 1946), indischer Sportfunktionär und Sportschütze
- Ranjit Singh (1780–1839), indischer Maharaja
- Ranjit Singh (Leichtathlet) (* 1957), indischer Leichtathlet
- Ranveer Singh (* 1985), indischer Schauspieler
- Rao Birender Singh (1921–2009), indischer Politiker
- Rashi Singh (* 1999), indische Schauspielerin
- Ravinder Pal Singh (1960–2021), indischer Hockeyspieler
- Renedy Potsangbam Singh (* 1979), indischer Fußballspieler
- Renuka Singh (Cricketspielerin) (* 1996), indische Cricketspielerin
- Renuka Singh (Politikerin), indische Politikerin und Ministerin für Stammesangelegenheiten im Kabinett Modi II
- Rinku Singh (* 1988), indischer Wrestler und Baseballspieler, siehe Rinku (Wrestler)
- Rinku Singh (Cricketspieler) (* 1997), indischer Cricketspieler
- Robin Singh (* 1990), indischer Fußballspieler
- Rohtas Singh (* 1960), indischer Ringer
- Roop Singh (1910–1977), indischer Hockeyspieler

### S
- Sadhu Singh, indischer Leichtathlet
- Sajan Singh (* 1932), indischer Ringer
- Samarjeet Singh (* 1988), indischer Speerwerfer
- Sanam Singh (* 1988), indischer Tennisspieler
- Sandeep Singh (* 1986), indischer Hockeyspieler
- Sandeep Karan Singh (* 1985), indischer Mittelstreckenläufer
- Sanjay Singh (* 1994), malaysischer Squashspieler
- Sanjeev Singh (* 1965), indischer Bogenschütze
- Sarabjot Singh (* 2001), indischer Sportschütze
- Sardar Swaran Singh (1907–1994), indischer Politiker
- Sarita Romit Singh (* 1989), indische Hammerwerferin
- Sarpreet Singh (* 1999), neuseeländischer Fußballspieler
- Satinder Singh (* 1987), indischer Hürdenläufer
- Satiyasen Singh (* 1992), indischer Fußballspieler
- Satpal Singh (* 1955), indischer Ringer
- Satwant Singh (1962–1989), indischer Bodyguard und Attentäter
- Savinder Singh (* 1938), malaysischer Hockeyspieler
- Sawan Singh (1858–1948), indischer Mystiker
- Sehnaj Singh (* 1993), indischer Fußballspieler
- Shailendra Kumar Singh (1932–2009), indischer Diplomat und Politiker
- Shaili Singh (* 2004), indische Weitspringerin
- Shakti Singh (* 1962), indischer Leichtathlet
- Shiv Dayal Singh (1818–1878), indischer Mystiker
- Shivnath Singh (1946–2003), indischer Leichtathlet
- Shivpal Singh (* 1995), indischer Speerwerfer
- Sikander Singh (* 1971), deutscher Germanist und Komparatist
- Simi Singh (* 1987), englischer Cricketspieler
- Simon Singh (* 1964), britischer Wissenschaftsjournalist, Autor und Produzent
- Simone Singh (* 1974), indische Schauspielerin
- Sohan Singh (Wasserspringer) (* 1936), indischer Wasserspringer
- Sohan Singh Dhanoa (* 1930), indischer Leichtathlet
- Soma Singh (* 1965), britischer Hockeyspieler
- Sophia Duleep Singh (1876–1948), Tochter des Maharaja und britische Suffragette
- Srimati Tara Singh (* 1952), indische Autorin, Dichterin und Schreiberin
- Sriram Singh (* 1950), indischer Mittelstreckenläufer
- Subhash Singh (* 1990), indischer Fußballspieler
- Suchha Singh (* 1933), indischer Radrennfahrer
- Sudha Singh (* 1986), indische Leichtathletin
- Sujatha Singh (* 1954), indische Diplomatin
- Sukhbir Singh (* 1983), singapurischer Fußballschiedsrichter
- Sukhdev Singh Sukha († 1992), indisches Mitglied der Khalistan Commando Force und Mörder
- Sukhjinder Singh (* 1983), indischer Fußballspieler
- Sukhjit Singh (* 1969), indischer Hockeyspieler
- Sukhvinder Singh Namdhari (* 1965), indischer Tablaspieler
- Sukhwinder Singh (Fußballtrainer) (* 1949), indischer Fußballtrainer
- Sukhwinder Singh (Sänger) (* 1971), indischer Sänger
- Sukhwinder Singh (Hockeyspieler) (* 1978), kanadischer Hockeyspieler
- Sukwinder Singh (* 1983), indischer Fußballspieler
- Sultan Singh († 2014), indischer Politiker
- Sundar Singh (1888–nach 1929), indischer Christ
- Surat Singh Mathur (1930–2021), indischer Marathonläufer
- Surendra Singh (* 1978), indischer Leichtathlet
- Suresh Singh Wangjam (* 2000), indischer Fußballspieler
- Surinder Singh (* 1957), indischer Hockeyspieler
- Surjit Singh (1951–1984), indischer Hockeyspieler
- Suruchi Singh (* 2006), indische Sportschützin
- Sushil Kumar Singh (Politiker) (* 1963), indischer Politiker
- Sushil Kumar Singh (Fußballspieler) (* 1984), indischer Fußballspieler

### T
- Talvin Singh (* 1970), britischer Musiker
- Tan Singh, indischer Politiker
- Tarlochan Singh Bawa (1923–2008), indischer Hockeyspieler
- Tarsem Singh (* 1961), indischer Regisseur
- Tarsem Singh (Hockeyspieler) (1946–2005), indischer Hockeyspieler
- Tejinder Pal Singh (* 1994), indischer Kugelstoßer
- Thakar Singh (1929–2005), indischer Religionsführer
- Thoiba Singh (* 1955), indischer Hockeyspieler
- Thokchom Naoba Singh (* 1988), indischer Fußballspieler
- Tomba Singh (* 1982), indischer Fußballspieler
- Tribhuvan Narain Singh (1904–1982), indischer Politiker
- Trilok Singh (* 1933), indischer Turner

### U
- Udanta Singh (* 1996), indischer Fußballspieler
- Udita Narayana Singh (1920–1989), indischer Mathematiker
- Udham Singh (1899–1940), indischer Revolutionär
- Udham Singh (Hockeyspieler) (1928–2000), indischer Hockeyspieler
- Upendra Man Singh (* 1973), indischer Fußballspieler

### V
- Varinder Singh (1947–2022), indischer Hockeyspieler
- Veer Singh (* 1987), fidschianischer Fußballschiedsrichter
- Vijay Singh (* 1963), fidschianischer Golfspieler
- Vijaydeep Singh (* 1971), indischer Badmintonspieler
- Vijender Singh (* 1985), indischer Boxer, siehe Vijender Kumar
- Vijendra Singh (* 1947), indischer Botaniker
- Vikram Singh (* um 1955), indischer Badmintonspieler
- Vikram Partap Singh (* 2002), indischer Fußballspieler
- Vikramjit Singh (* 2003), niederländischer Cricketspieler
- Vir Singh (* 1930), indischer Turner
- Virbhadra Singh (1934–2021), indischer Politiker
- Virender Singh (* 1974), indischer Fußballspieler
- Virsa Singh (* 1933), indischer Leichtathlet
- Vishwanath Pratap Singh (1931–2008), indischer Premierminister, Chief Minister von Uttar Pradesh
- Vivek Singh (1967–2007), indischer Hockeyspieler

### W
- Wahengbam Nipamacha Singh (1930–2012), indischer Politiker

### Y
- Yadavindra Singh (1913–1971), Maharadscha von Patiala, Diplomat, Sportfunktionär und Cricketspieler

### Z
- Zora Singh (1929–2005), indischer Leichtathlet